# لامبرويت

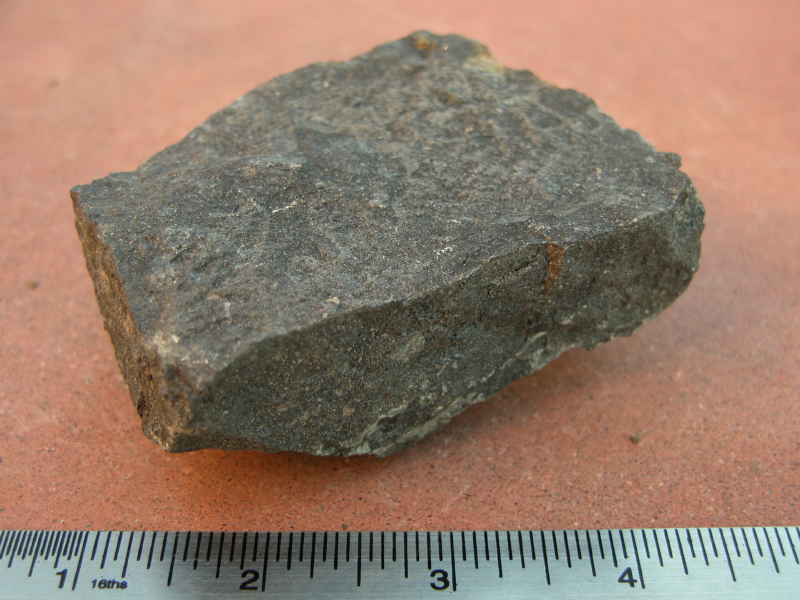
عينة من اللامبرويت.

لامبرويت (Lamproite) عبارة عن نوع من أنواع الصخور البركانية ودون البركانية المشكّلة للقشرة الأرضية. لهذه الصخور تركيب كيميائي ذو نسبة منخفضة من أكسيد الكالسيوم CaO وأكسيد الألومنيوم Al2O3 وأكسيد الصوديوم Na2O، مقابل نسبة مرتفعة من أكسيد البوتاسيوم K2O وأكسيد المغنسيوم، مع وجود نسبة مرتفعة نسبياً من العناصر غير المتوافقة.

## أصل التسمية
يعود أصل تسمية هذا الصخر إلى الكلمة الإغريقية λαμπρός بمعنى لامع أو متألق.

## علم الصخور
تتشكل صخور اللامبرويت من الدثار الأرضي المنصهر جزئياً في أعماق تفوق 150 كم تحت سطح الأرض. تجبر المادة المصهورة على الاندفاع إلى سطح الأرض عبر الأنابيب البركانية، حيث تجلب معها صخور دخيلة والألماس
تشير الأبحاث باستخدام جيوكيمياء نظائر الرصاص أن أصل اللامبرويت يمكن أن يكون صهارة القطاع الانتقالية لغلاف الأرض الصخري.

## اقرأ أيضاً
- كمبرليت